# 10 Aquilae
10 Aquilae – szybko zmienna gwiazda, w gwiazdozbiorze Orła, znajdująca się około 240 lat świetlnych od Słońca.

## Charakterystyka
Masa gwiazdy wynosi 1,39 ± 0,07 mas Słońca, promień ma 2,46 ± 0,06 promieni Słońca, a jej  ma pozorna jasność wizualna wynosi 5,9, a zatem jest widoczna gołym okiem na ciemnym niebie. Jest 17,1 razy jaśniejsza i ma 2,35 razy większy promień od Słońca. Opierając się na rocznym przesunięciu paralaksy o 13,45, odległość do gwiazdy wynosi około 240 lat świetlnych, natomiast temperatura wynosi 7550 K. Prędkość obrotu wynosi 18 m/s, a okres obrotu ok. 1 miesiąca.